# Adoniram Judson
Se även psalmförfattaren Adoniram Judson Gordon.
Adoniram Judson, född 9 augusti 1788 i Massachusetts, berömd kristen missionär i Burma under 1800-talet, kallad "Burmas apostel".

## Biografi
Adoniram Judson kunde skriva som treåring och hade vid 21 års ålder en universitetsexamen i lingvistik. Adoniram ska ha talat fyra språk flytande.
Efter att han blivit kristen vid 22 års ålder upplevde Adoniram en kallelse att bli missionär.
Den 5 februari 1812 gifte han sig med Ann Hasseltine och lämnade sin karriär som blivande lärare vid universitetet för att ge sig av som missionär till Indien. En brevväxling mellan Adoneram och Anns familjer innan giftermålet visar att de båda var väl medvetna om den risk de tog genom att resa till Asien. Den 6 september samma år döptes Adoniram i Calcutta. Året därefter, 1813, blev paret, mot sin vilja, skickade till Burma där de startade den första kyrkan i landet. Det ska ha tagit sex år innan den första burmesen blev kristen. När Adoniram sattes i 21 månaders fängelse under kriget mellan England och Burma fortsatte Ann att arbeta på översättningen av Bibeln till burmesiska. 
Paret fick två barn, ett pojke och en flicka. Pojken dog när han var åtta månader gammal och dottern dog när hon fyllt två år och tre månader. Den 24 oktober 1826, dog också Ann i feber. Adoniram gifte om sig 1834 med missionären Sarah Hall Boardman som hade förlorat sin man George Bordman. Sarah dog 1 september 1845 och året efter gifte Adoniram om sig igen med författaren Emily Chubbuck som skrev Sarah Boardmans memoarer. Arbetet växte och den kristna rörelsen i Burma hade till slut 63 medarbetare, missionärer och infödda ledare. Den 12 april 1850, efter 38 år i Burma, dog Adoniram Judson och begravdes i havet utanför Bengaliska viken.

## Verk
Adoniram och Ann Judson översatte Nya Testamentet till burmesiska och när Adoneram dog ska det ha funnits omkring 200 000 kristna i landet. Adoniram och Ann Judson ses av många som stora kristna hjältar.